# Scania Interlink
Scania Interlink — туристический автобус особо большой вместимости, выпускаемый компанией Scania AB с февраля 2016 года. Пришёл на смену автобусу Scania OmniExpress. 

## История
Впервые автобус Scania Interlink был представлен в 2015 году на выставке в Кортрейке. Представляет собой автобус, очень похожий на Scania OmniExpress, но с современной отделкой и комфортабельным салоном.
С февраля 2016 года автобусы серийно производятся в финском городе Лахти. Модели оснащаются дизельными двигателями объёмом 9—13 литров, в том числе газомоторными.
В зависимости от габаритов, модели получили индексы LD, HD и MD.

## Двигатели[9]
|                                     | Биоэтанол           | Биогаз/КПГ          | Биогаз/КПГ          | Этанол/Биодизель    | Биодизель/Этанол/Дизель | Биодизель/Этанол/Дизель | Биодизель/Этанол/Дизель | Биодизель/Этанол/Дизель |
| ----------------------------------- | ------------------- | ------------------- | ------------------- | ------------------- | ----------------------- | ----------------------- | ----------------------- | ----------------------- |
| Количество и расположение цилиндров | 6, рядное           | 6, рядное           | 6, рядное           | 6, рядное           | 6, рядное               | 6, рядное               | 6, рядное               | 6, рядное               |
| Система питания                     | Дизель              | Дизель              | Дизель              | Дизель              | Дизель                  | Дизель                  | Дизель                  | Дизель                  |
| Объём                               | 9000 см3            | 9000 см3            | 9000 см3            | 9000 см3            | 9000 см3                | 9000 см3                | 13000 см3               | 13000 см3               |
| Мощность                            | 284 л. с. (209 кВт) | 284 л. с. (209 кВт) | 324 л. с. (239 кВт) | 324 л. с. (239 кВт) | 253 л. с. (186 кВт)     | 365 л. с. (268 кВт)     | 416 л. с. (306 кВт)     | 497 л. с. (365 кВт)     |
| Крутящий момент                     | 1250 Н*м            | 1350 Н*м            | 1500 Н*м            | 1600 Н*м            | 1250 Н*м                | 1700 Н*м                | 2150 Н*м                | 2550 Н*м                |
| ЭКО стандарт                        | Евро-6              | Евро-6              | Евро-6              | Евро-6              | Евро-6                  | Евро-6                  | Евро-6                  | Евро-6                  |
| Трансмиссия                         | Автоматическая      | Автоматическая      | Автоматическая      | Автоматическая      | Автоматическая          | Автоматическая          | Автоматическая          | Автоматическая          |